# Листов, Владимир Владимирович
Владимир Владимирович Листов (4 декабря 1931 года, г. Томск, РСФСР, СССР, — 22 февраля 2014 года, г. Москва, Российская Федерация, Москва) — советский государственный и партийный деятель, Министр химической промышленности СССР (1980—1986).

## Биография
В 1955 г. окончил Томский политехнический институт им. С. М. Кирова по специальности инженер-технолог.
- 1955—1956 гг. — мастер, технолог цеха, начальник мастерской на предприятии в г. Рубежное Луганской области.
- 1956—1961 гг. — на заводе «Коммунар» в г. Кемерово: начальник смены, технолог, начальник цеха;
- 1961—1962 гг. — заместитель директора завода,
- 1962—1964 гг. — директор завода.
- 1964—1966 гг. — заведующий отделом химической промышленности Кемеровского обкома КПСС.
- 1966—1970 гг. — первый секретарь Кемеровского горкома КПСС.
- 1970—1971 гг. — начальник 3-го Главного управления,
- 1971—1977 гг. — заместитель министра химической промышленности СССР.
- 1977—1980 гг. — заведующий Отделом химической промышленности ЦК КПСС.
- 1980—1986 гг. — министр химической промышленности СССР.
- 1986—1988 гг. — заведующий отделом химической и лесобумажной промышленности Управления делами Совета Министров СССР.
- 1988—1991 гг. — заместитель председателя Бюро Совета Министров СССР по химико-лесному комплексу — председатель научно-технического совета.
- 1991—1992 гг. — заместитель председателя госкомитета СССР по химии и биотехнологии.
- с 1992 г. — в коммерческих структурах г. Москвы, председатель совета директоров АОЗТ «Кеминтек ЛТД».

Депутат Совета Национальностей Верховного Совета СССР 10-11 созывов (1979—1989) от Узбекской ССР. Член КПСС с января 1962 г. Кандидат в члены ЦК КПСС в 1981—1990 гг.
Похоронен на Троекуровском кладбище в Москве.

## Награды и звания
Награждён орденом Ленина, орденом Октябрьской Революции, орденом Трудового Красного Знамени, орденом «Знак Почета». Лауреат Государственной премии СССР (1982).